# Lucas-Lehmer-Test

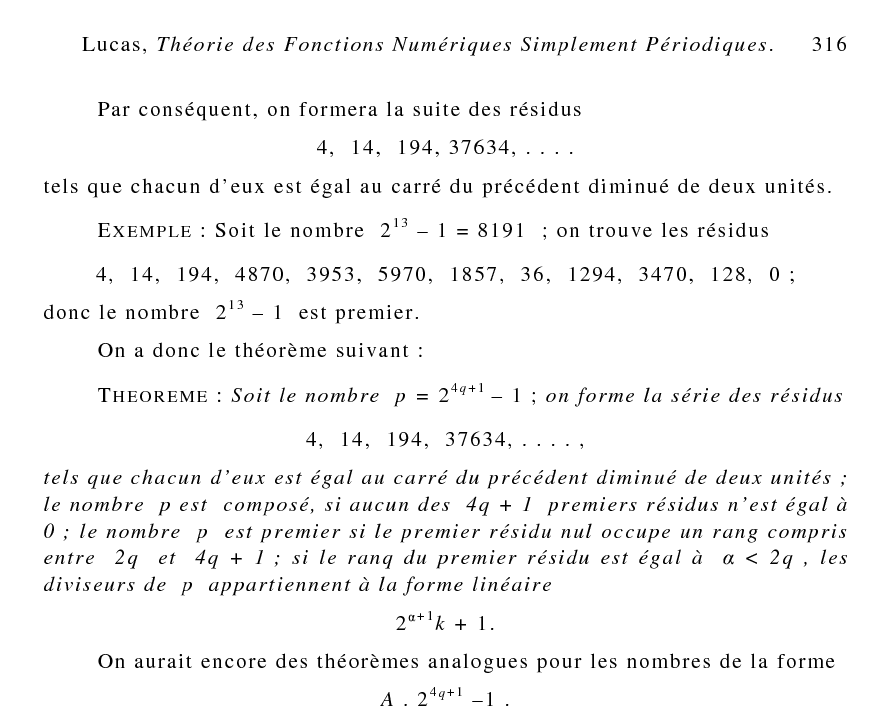
Ausschnitt von Seite 316 der Arbeit Théorie des Fonctions Numériques Simplement Périodiques von Édouard Lucas (1878)

Der Lucas-Lehmer-Test ist ein Primzahltest für Mersenne-Zahlen, das heißt für Zahlen der Form {\displaystyle M_{n}=2^{n}-1}. Der Test wird im GIMPS-Projekt (engl.: Great Internet Mersenne Prime Search) – der Suche nach bisher nicht bekannten Mersenne-Primzahlen – angewandt.
Dieser Test beruht auf Eigenschaften der Lucas-Folgen und nicht wie der Lucas-Test auf dem kleinen Fermatschen Satz.

## Funktionsweise
Der Lucas-Lehmer-Test funktioniert wie folgt:
Sei {\displaystyle p} ungerade und prim. Die Folge {\displaystyle S(k)} sei definiert durch {\displaystyle S(1)=4,S(k+1)=S(k)^{2}-2}.
Dann gilt:  {\displaystyle M_{p}=2^{p}-1} ist genau dann eine Primzahl, wenn {\displaystyle S(p-1)} durch {\displaystyle M_{p}} teilbar ist.
Dieser Satz wurde 1930 von Derrick Henry Lehmer gefunden und geht auf Édouard Lucas zurück (siehe Abbildung).
Mit Hilfe der Modulo-Funktion mod lässt sich der Satz so formulieren:
Seien {\displaystyle S(1)=4} und {\displaystyle S(k+1)\equiv S(k)^{2}-2\ mod\ M_{p}}. Dann gilt: {\displaystyle M_{p}} ist genau dann eine Primzahl, wenn {\displaystyle S(p-1)=0}.
Die Modulo-Funktion bzgl. einer Mersenne-Zahl lässt sich im Dualsystem (Binärsystem) besonders einfach berechnen, da die Mersenne-Zahl darin nur aus lauter Einsen bestehen.

## Beispiele
Beispiel 1: Wir prüfen mit diesem Verfahren, ob {\displaystyle M_{5}=2^{5}-1=31} eine Primzahl ist:
```
 S(1) = 4
 S(2) = ( 4² - 2) mod 31 =  14 mod 31 = 14
 S(3) = (14² - 2) mod 31 = 194 mod 31 = 8
 S(4) = ( 8² - 2) mod 31 =  62 mod 31 = 0
```

Da {\displaystyle S(4)=0} ist, ist {\displaystyle M_{5}=31} eine Primzahl.
Beispiel 2: Wir prüfen, ob {\displaystyle M_{11}=2^{11}-1=2047} eine Primzahl ist:
```
 S( 1) = 4
 S( 2) = (   4² - 2) mod 2047 =      14 mod 2047 = 14
 S( 3) = (  14² - 2) mod 2047 =     194 mod 2047 = 194
 S( 4) = ( 194² - 2) mod 2047 =   37634 mod 2047 = 788
 S( 5) = ( 788² - 2) mod 2047 =  620942 mod 2047 = 701
 S( 6) = ( 701² - 2) mod 2047 =  491399 mod 2047 = 119
 S( 7) = ( 119² - 2) mod 2047 =   14159 mod 2047 = 1877
 S( 8) = (1877² - 2) mod 2047 = 3523127 mod 2047 = 240
 S( 9) = ( 240² - 2) mod 2047 =   57598 mod 2047 = 282
 S(10) = ( 282² - 2) mod 2047 =   79522 mod 2047 = 1736
```

Da {\displaystyle S(10)>0} ist, ist {\displaystyle M_{11}=2047} keine Primzahl (es gilt {\displaystyle 2047=23\cdot 89}).
Beispiel 3: Wir prüfen, ob {\displaystyle M_{19}=2^{19}-1=524287} eine Primzahl ist:
```
 S( 1) = 4
 S( 2) = (      4² - 2) mod 524287 =     14
 S( 3) = (     14² - 2) mod 524287 =    194
 S( 4) = (    194² - 2) mod 524287 =  37634
 S( 5) = (  37634² - 2) mod 524287 = 218767
 S( 6) = ( 218767² - 2) mod 524287 = 510066
 S( 7) = ( 510066² - 2) mod 524287 = 386344
 S( 8) = ( 386344² - 2) mod 524287 = 323156
 S( 9) = ( 323156² - 2) mod 524287 = 218526
 S(10) = ( 218526² - 2) mod 524287 = 504140
 S(11) = ( 504140² - 2) mod 524287 = 103469
 S(12) = ( 103469² - 2) mod 524287 = 417706
 S(13) = ( 417706² - 2) mod 524287 = 307417
 S(14) = ( 307417² - 2) mod 524287 = 382989
 S(15) = ( 382989² - 2) mod 524287 = 275842
 S(16) = ( 275842² - 2) mod 524287 =  85226
 S(17) = (  85226² - 2) mod 524287 = 523263
 S(18) = ( 523263² - 2) mod 524287 =      0
```

Da {\displaystyle S_{18}=0} ist, ist {\displaystyle M_{19}=524287} eine Primzahl (dies ist schon seit 1603 bekannt).

## Beispielimplementierung in Python
Das folgende Programm implementiert den Lucas-Lehmer-Test in der Programmiersprache Python. In Python ist es möglich, mit beliebig großen ganzen Zahlen zu rechnen, die nur durch den verfügbaren Speicher begrenzt sind. Die hier vorgestellte Implementierung berücksichtigt nicht, dass der Lucas-Lehmer-Test idealerweise bereits abbricht, wenn {\displaystyle p} gerade oder nicht-prim ist, dies wird dem Nutzer überlassen. So würde das Programm bei Eingabe von {\displaystyle p=2} die falsche Aussage liefern, dass die Zahl 3 keine Mersenne-Primzahl ist.

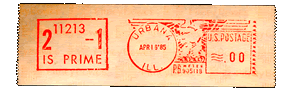
Briefstempel zur Entdeckung der Mersenne-Primzahl 2^{11213}-1

Auf einem Intel Pentium 4 aus dem Jahr 2005 benötigt die Rechnung für {\displaystyle p=11213} mit diesem Programm nur 41 Sekunden. Die Rechnung im Jahr 1963, mit der nachgewiesen wurde, dass {\displaystyle M_{11213}} prim ist, dauerte dagegen mit einem damaligen Supercomputer Illiac II noch 2¼ Stunden.
```
def
 
ist_prim
(
p
):

    
m
 
=
 
2
 
**
 
p
 
-
 
1

    
s
 
=
 
4

    
for
 
i
 
in
 
range
 
(
2
,
 
p
):

        
s
 
=
 
(
s
 
*
 
s
 
-
 
2
)
 
%
 
m

    
return
 
s
 
==
 
0

p
 
=
 
int
(
input
(
'Exponent p von 2^p-1 '
))

eine_oder_keine
 
=
 
'eine'
 
if
 
ist_prim
(
p
)
 
else
 
'keine'

print
(
f
'2^
{
p
}
 - 1 ist 
{
eine_oder_keine
}
 Mersenne-Primzahl'
)

```